# Love Bug
Albums de George Jones
It's Country Time Again!
(1966) We Found Heaven Right Here on Earth at "4033"
(1966)
Love Bug est un album de l'artiste américain de musique country George Jones. Cet album est sorti en 1966 sur le label Musicor Records.

## Liste des pistes
| No  | Titre                                 | Auteur                                                  | Durée |
| --- | ------------------------------------- | ------------------------------------------------------- | ----- |
| 1.  | Love Bug                              | Wayne Kemp, Curtis Wayne                                |       |
| 2.  | Six Days on the Road                  | Earl Green, Carl Montgomery                             |       |
| 3.  | Bridge Washed Out                     | Mel Melshee, Jimmy Louis, Sandra Smith, Slim Williamson |       |
| 4.  | Talk Back Trembling Lips              | John D. Loudermilk                                      |       |
| 5.  | Don't Let Me Cross Over               | Penny Jay                                               |       |
| 6.  | Blue Side of Lonesome                 | Leon Payne                                              |       |
| 7.  | Take Me                               | Payne, George Jones                                     |       |
| 8.  | Don't Be Angry                        | Wade Jackson                                            |       |
| 9.  | Unfaithful One                        | J.M. Lyne                                               |       |
| 10. | King of the Road                      | Roger Miller                                            |       |
| 11. | All My Friends Are Gonna Be Strangers | Liz Anderson                                            |       |
| 12. | Things Have Gone to Pieces            | Payne                                                   |       |

## Positions dans les charts
Album – Billboard (Amérique du nord)
| Année | Chart          | Position |
| ----- | -------------- | -------- |
| 1966  | Albums country | 7        |